# 库克斯敦站
库克斯敦站（英語：Cookstown）是一個位於愛爾蘭都柏林库克斯敦的都柏林轻轨站，在2004年通車。
都柏林公車路線56和210能到達此站。